# Abdul Osman
Abdul Haq Bin Seidu Osman (né le 27 février 1987 à Accra au Ghana) est un footballeur ghanéen qui évolue au poste de milieu de terrain à Partick Thistle.

## Biographie
Il dispute 27 matchs en première division grecque avec l'équipe de Kerkyra, inscrivant un but.
Il joue plus de 100 matchs en première division écossaise avec les clubs de Gretna et de Partick Thistle.

## Palmarès
- Vainqueur du Football League Trophy en 2013 avec Crewe Alexandra